# Borová alej
Borová alej je název státem chráněného stromořadí nacházející se v katastru obce Chvalšiny v okrese Český Krumlov. Začíná jihozápadně od místní části Nová Hospoda, Rohy a pokračuje kolem asfaltové silnice do osady Borovští Uhlíři, kde končí v lese. Ač se jmenuje Borová alej, je tvořena hlavně listnatými stromy jako je dub. V Borovských Uhlířích pod ní protéká potok Borová, který pramení nedaleko ve svahu a nedaleko zámku Červený dvůr (dnes léčebna) se vlévá do Chvalšinského potoka.

## Galerie

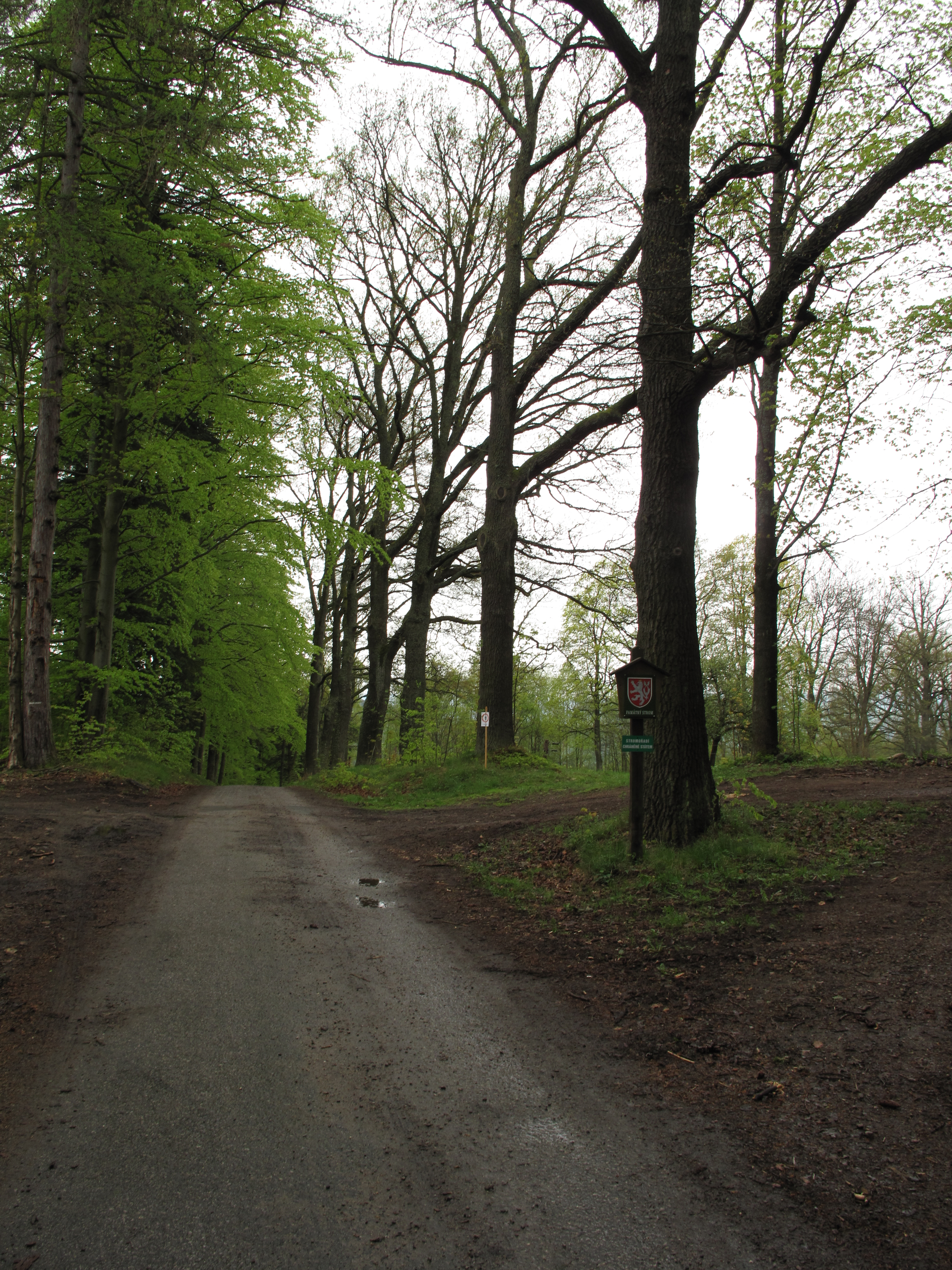
Alej a informační cedule
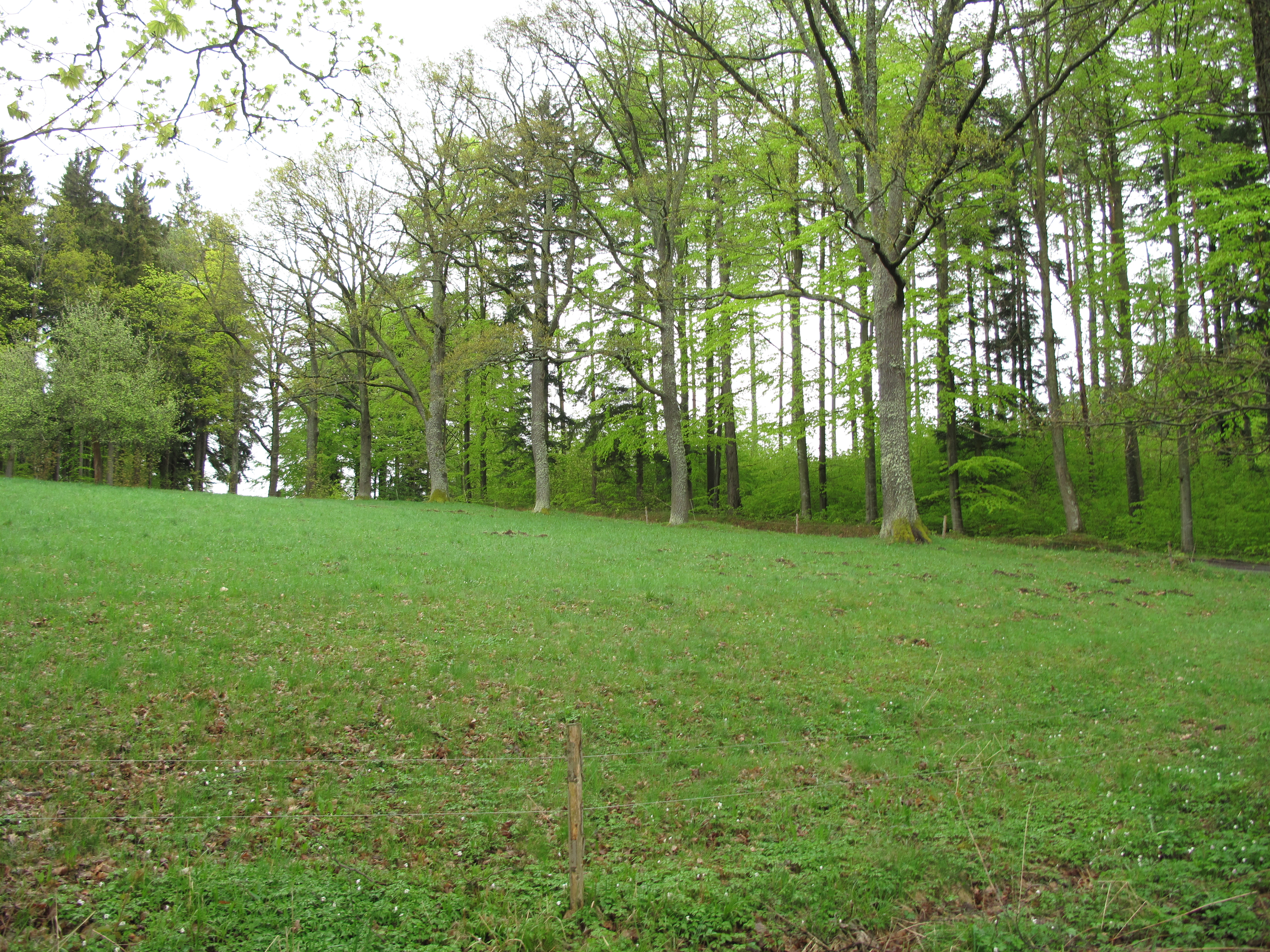
Část aleje
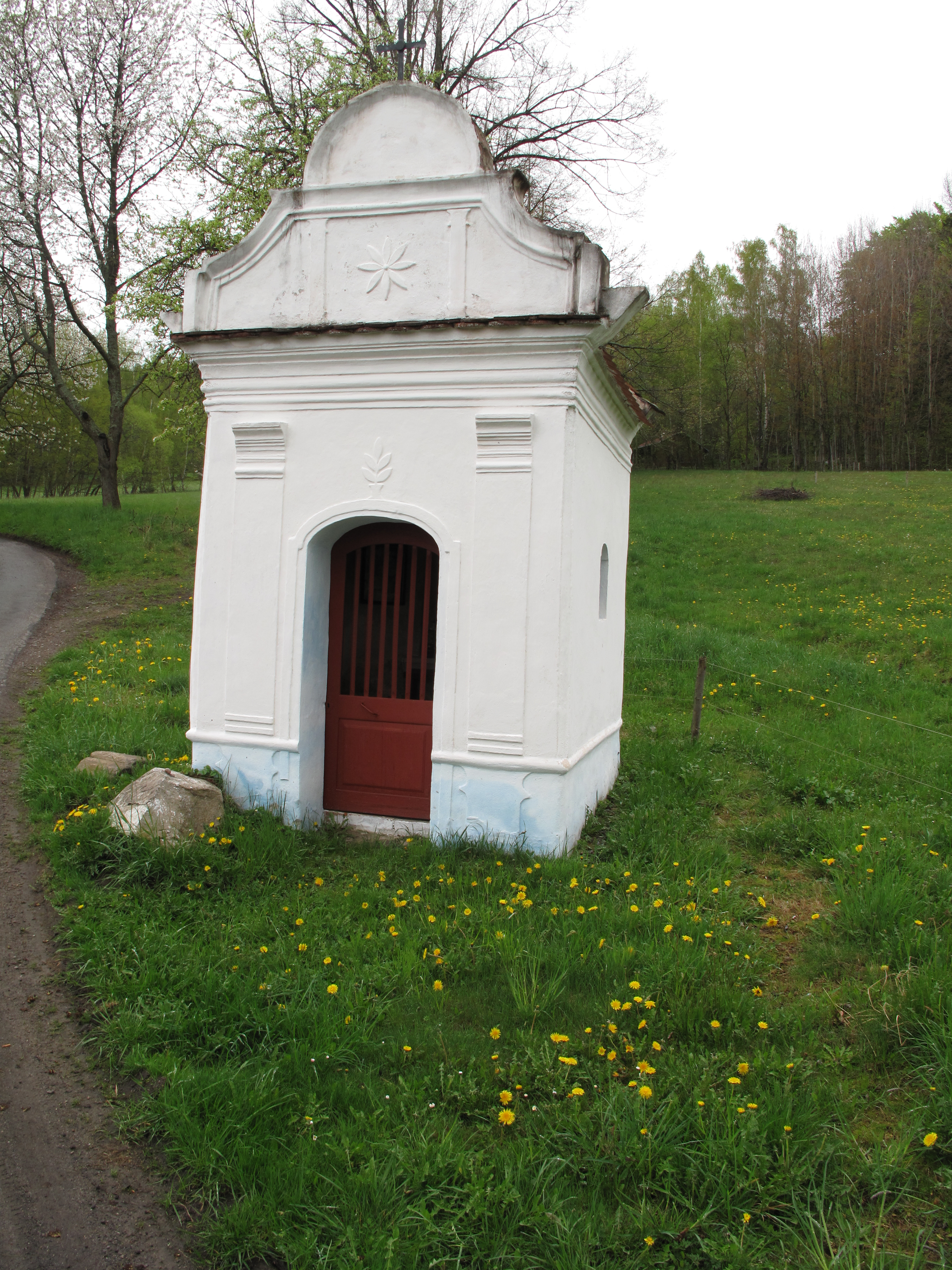
Kaplička v Borovských Uhlířích
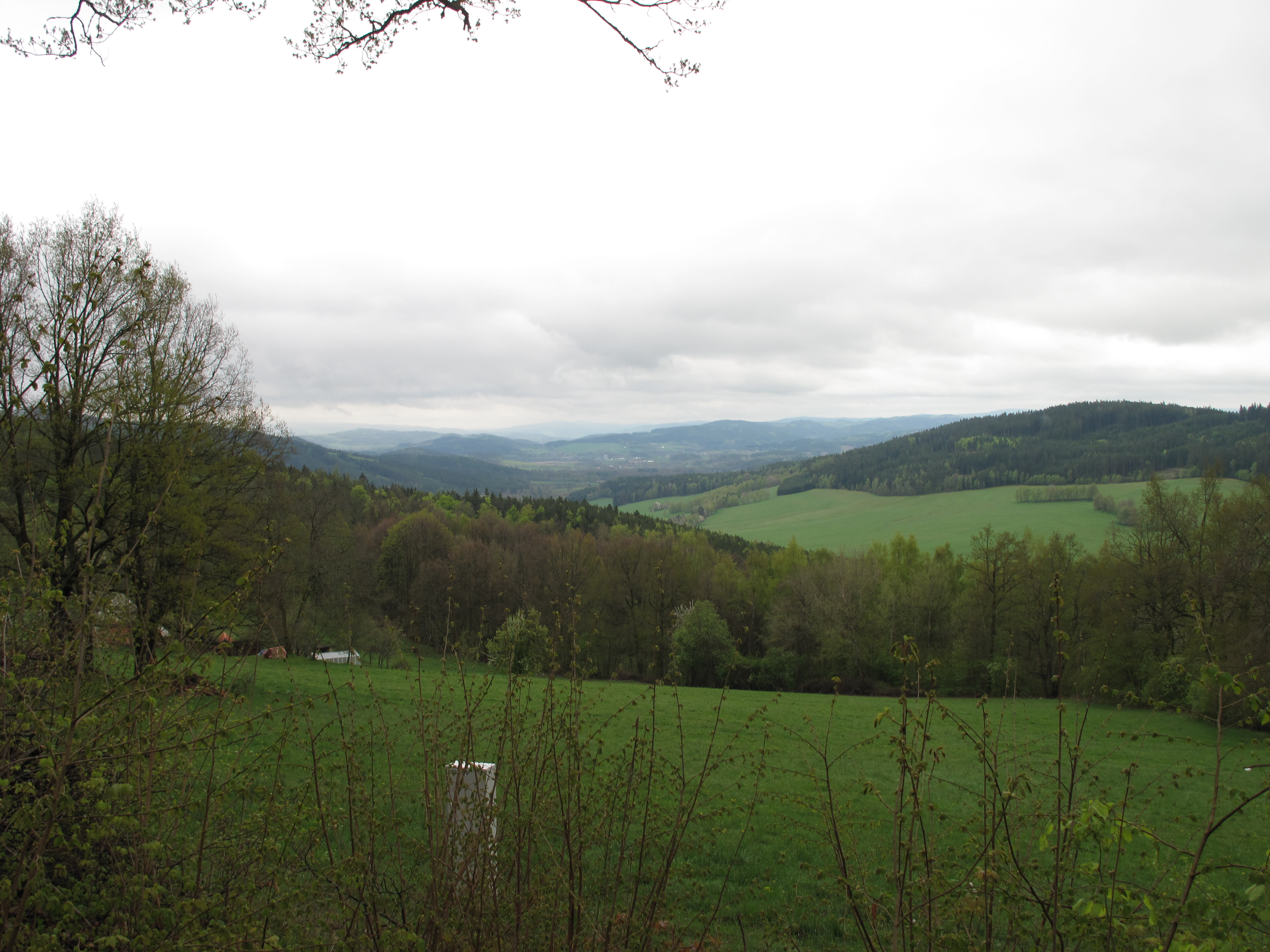
Okolní krajina